# NGC 1599
NGC 1599 ist eine Spiralgalaxie vom Hubble-Typ Sc im Sternbild Eridanus am Südsternhimmel. Sie ist schätzungsweise 178 Millionen Lichtjahre von der Milchstraße entfernt und hat einen Durchmesser von etwa 45.000 Lichtjahren.
Im selben Himmelsareal befinden sich u. a. die Galaxien NGC 1607, NGC 1609, NGC 1606, IC 373.
Die Typ-IIn-Supernova SN 2005aq  wurde hier beobachtet.
Das Objekt wurde am 14. Dezember 1881 von Édouard Stephan entdeckt.